# Luigi Cani
Luigi Cani (Curitiba, 4 de dezembro de 1970) é um dublê, produtor cinematográfico e paraquedista brasileiro, conhecido por ser detentor de 11 recordes mundiais.
Possui 14 mil saltos registrados e 79 medalhas. Entre seus recordes, constam a maior velocidade em queda livre (552 km/h) e o salto com o menor paraquedas do mundo.
O atleta tem mais de 20 anos de profissão e, entre suas ocupações, foi instrutor de tropas de elite do exército norte-americano.